# 新喀鸦
新喀鸦（学名：Corvus moneduloides）是鸦科鸦属的一种，为新喀里多尼亚的特有种。该物种的保护状况被评为无危。
新喀鸦的平均体重约为279.0克。栖息地包括耕地、亚热带或热带的（低地）湿润疏灌丛、亚热带或热带的旱林、亚热带或热带的湿润低地林和亚热带或热带的（低地）干草原。